# باول هابر
باول هابر (بالإنجليزية: Paul Haber)‏ هو لاعب كرة يد أمريكي، ولد في 1937.